# Vixen (Automarke)

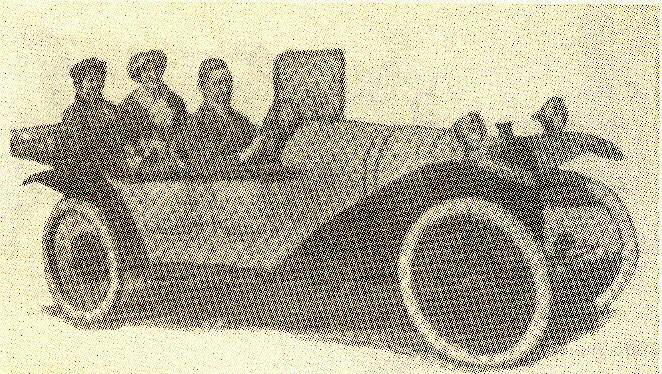
Vixen Tandem Touring (1915)

Vixen war eine US-amerikanische Automarke. Hersteller war der Motorenhersteller Davis Manufacturing Company aus Milwaukee (Wisconsin). Die Bauzeit lief von 1914 bis 1916.

## Beschreibung
Das einzige Modell wird als Cyclecar bezeichnet. Allerdings erfüllte es die Kriterien nicht. Der Wagen hatte einen verstärkten Eschenrahmen mit 2692 mm Radstand und 914 mm Spurweite. Die Vorderräder hingen an doppelten, halbelliptischen Längsblattfedern, die Hinterräder an schraubengefederten Cantileverlenkern. Es gab vier verschiedene Aufbauten: einen zweisitzigen Roadster, einen dreisitzigen Roadster, einen Rennwagen mit nur einem Sitzplatz und einen leichten Lieferwagen mit ebenfalls nur einem Sitzplatz.
Angetrieben wurde der Vixen von einem Vierzylinder-Reihenmotor eigener Produktion, der eine Leistung von 16 bhp (11,8 kW) entwickelte. 69,85 mm Zylinderbohrung und 101,6 mm Kolbenhub ergaben 1557 cm³ Hubraum. Das Hubraumlimit für Cyclecars lag dagegen bei 1100 cm³ Hubraum. Daran angeschlossen war ein Reibrollengetriebe, das durch eine Kardanwelle mit der Hinterachse verbunden war.
Im Januar 1917 wurde die Fertigung eingestellt und Davis beschränkte sich wieder auf den Motorenbau.

## Modelle
| Modell   | Bauzeitraum | Zylinder | Leistung         | Radstand | Aufbauten                                                |
| -------- | ----------- | -------- | ---------------- | -------- | -------------------------------------------------------- |
| Cyclecar | 1914–1916   | 4 Reihe  | 16 bhp (11,8 kW) | 2692 mm  | Roadster 2/3 Sitze, Rennwagen 1 Sitz, Lieferwagen 1 Sitz |

## Rennerfolge
Der Rennwagen dominierte die Rennen für Cyclecars und Leichtfahrzeuge, die am 4. Juli 1914 auf dem Volksfestgelände in Detroit abgehalten wurden. Harry Davidson gewann das offene 25-Meilen-Rennen mit einer Durchschnittsgeschwindigkeit von 82,4 km/h. Ein Vixen bezwang auch die Querfeldeinstrecke von Chicago nach Los Angeles ohne Probleme.